# フェテシュティ
フェテシュティ（ルーマニア語: Fetești）は、ルーマニアのヤロミツァ県にある都市、ないし基礎自治体。人口は3万4076人で、スロボジアに次ぐ県下第二位である。
1895年、ドナウ川の対岸チェルナヴォダのあいだにカロル1世橋が架けられた。1980年代にはもうひとつ新しい橋が、ブカレストとコンスタンツァを結ぶA2高速道の建設にともない架けられた。

## 地理
フェテシュティ市はフェテシュティ＝オラシュ (Feteşti-Oraş)、フェテシュティ＝ガラ (Feteşti-Gară)、ブリガ (Buliga)、ヴラシュカ (Vlaşca) の四村からなるが、フェテシュティ＝オラシュを除く三村は正式には別々の村である。人口2万人を超すフェテシュティ＝ガラが市の中心地とされる。

## 歴史
ワラキア公ラドゥ・デ・ラ・アフマツィ治下の1528年の文献に、村落として記されている。1868年にコムネーレ、1934年に市制施行され、1995年には基礎自治体となった。その間、フェテシュティは市の立つ村から国内経済にきわめて重要な産業の中心地に成長をとげた。

## 人口
| 年   | 1966年    | 1977年    | 2002年    |
| 人口 | 2万1412人 | 2万7491人 | 3万4076人 |